# ملون غذائي

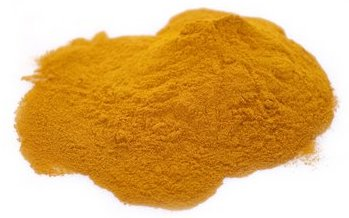
الكركم من الملونات الغذائية الطبيعية

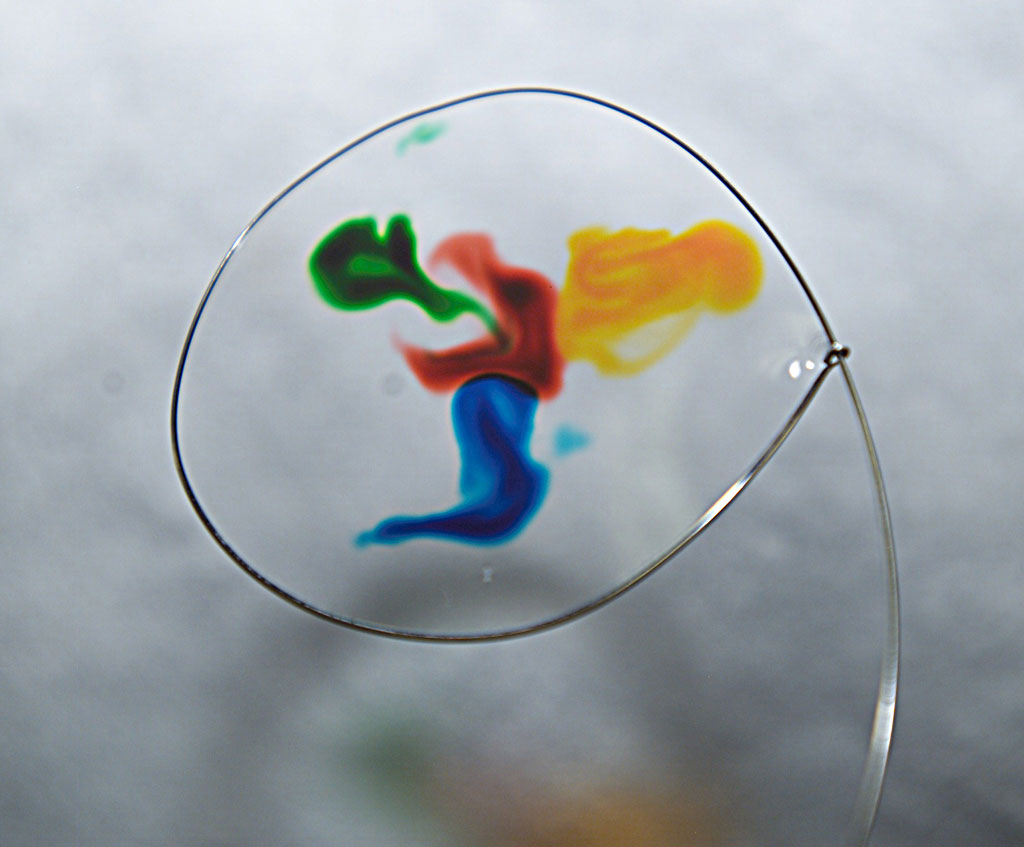
ملون غذائي ينتشر على طبقة رقيقة من الماء.

ملون غذائي هو أي مادة تضاف إلى الأطعمة والأشربة لتغيير لونها وتحسين مظهرها، وتستخدم في الأطعمة التجارية كما قد تستخدم في الطبخ، وبسبب توافرها وأمانها فإنها قد تستخدم في أماكن أخرى كالأماكن التعليمية.
وقد تكون من مصدر طبيعي أو اصطناعي، وبعضها يسمح به ضمن حدود وتوجد أنواع يحرم استخدامها ومن الجهات التي تنظم شرعية الملونات الغذائية على المستوى العالمي هيئة الدستور الغذائي وتوجد جهات أخرى كإدارة الغذاء والدواء الأمريكية وغيرها من جهات أوربية وغربية تعنى بتنظيم المضافات الغذائية عموماً والملونات بشكل خاص.
وقد حدث كثير من الجدل حولها لأن كثيراُ من الأنواع المستخدمة اصطناعية وبعضها مسرطن كما أن بعض الملونات يستخلص من مواد غير غذائية

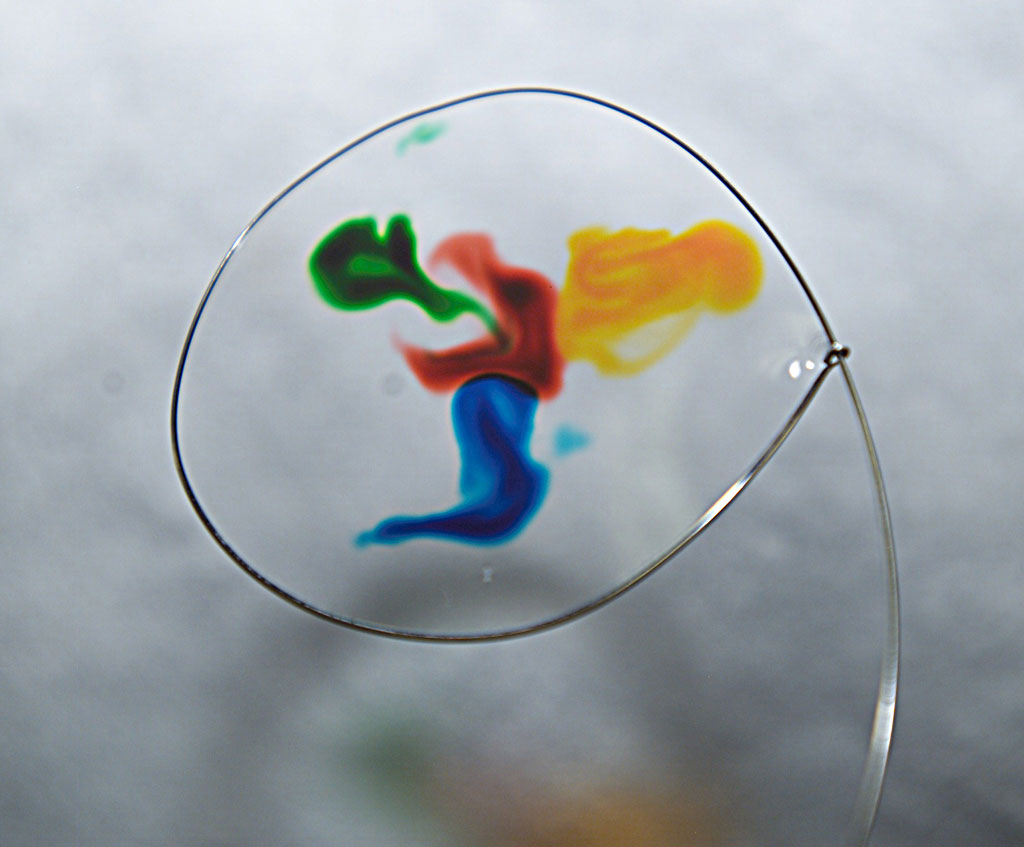
ملون غذائي ينتشر على طبقة رقيقة من الماء

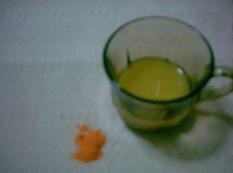
ملون غذائي سائل

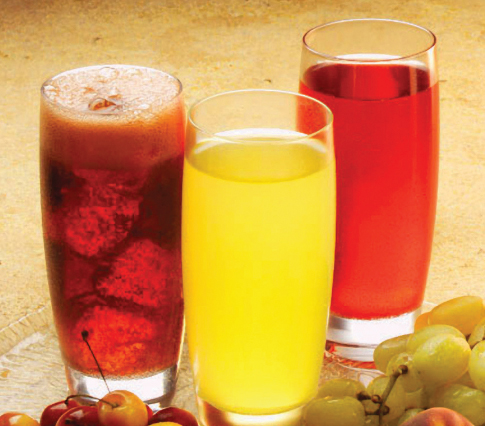
مشروبات ملونة

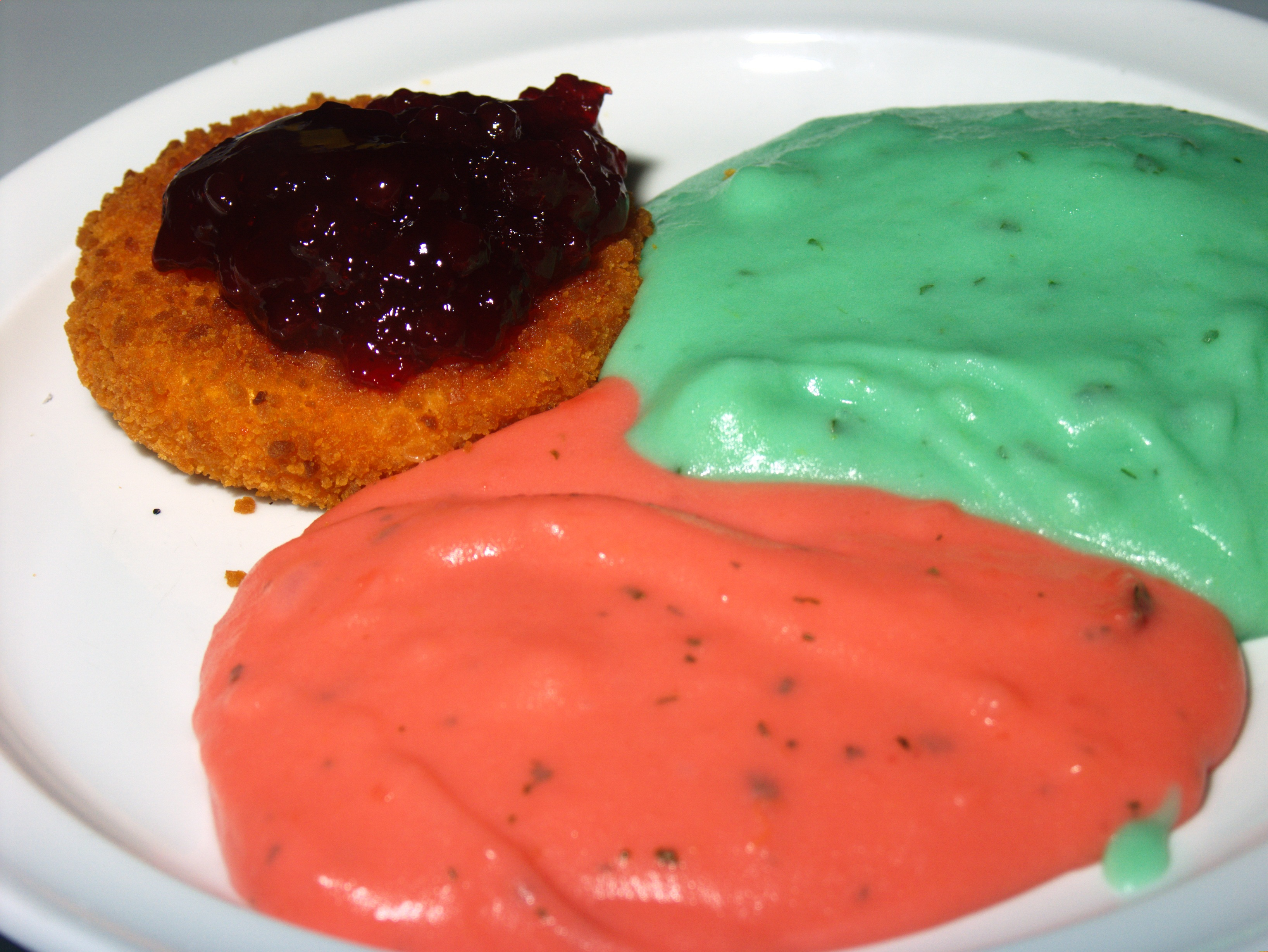
اكل ملون

اللون من أهم العوامل التي تقاس بها جودة الغذاء حيث إن تصنيع الغذاء يؤدي غالباً إلى فقد كلي أو جزئي للمواد الملونة الطبيعية مما يستدعى إضافة المواد الملونة للمحافظة على مظهر وجاذبية الغذاء ولقد استخدمت المواد الملونة في الأغذية منذ عدة قرون حيث كانت الخلاصات الطبيعية لمواد ملونة من أصل نباتي أو حيواني. بدء تصنيع المواد الملونة الاصطناعية قبل حوالي 145. وتعرف وكالة الغذاء والدواء)FDA(و المواد الملونة بأنها صبغة أو خضاب أو مادة أخرى يتم تصنيعها أو استخلاصها أو عزلها من النباتات أو الحيوانات أو المعادن والتي عند اضافتها للغذاء أو الدواء أو مواد التجميل تضفي لوناً ورونقاً خاصاً. وتشير تقارير لجنة )JECFA( وهي لجنة خاصة بالمواد المضافة تتكون من خبراء يتم تعينهم من قبل منظمتي الصحة والغذاء والزراعة الدوليتين إلى ضرورة أن يشمل تقييم صحة وسلامة المواد الملونة المضافة للأغذية على الدراسات الخاصة بالأيض وباستعمال عدة أنواع من الحيوانات إضافة إلى الدراسات على الإنسان وتشمل دراسات خاصة بالتشوهات الخلقية والسمية والسرطان طويلة المدى كما تشير تقارير لجنة )JECFA( بأن كون المادة الملونة طبيعية فهذا لا يعني انها غير ضارة أو سليمة بصورة ما أكده حيث إنه إذا فصلت المادة الملونة وأضيفت إلى المادة الغذائية التي نقلت منها بتركيزات أعلى مما كانت موجودة به أو أضيفت إلى أغذية أخرى أو تم تعديلها كيميائيا بعد الفصل أو إذا استخلصت من مادة غير غذائية ففي هذه الحالات لابد من إخضاع المادة الملونة للتقييم. وهذا الموقف المتشدد من المواد الملونة الذي اتخذته كل من FDA ولجنة JECFA وغيرها من الجهات المسؤولة عن المواد المضافة
في العديد من الدول يعود إلى المخاوف التي تولدت لدى المستهلكين من المواد المضافة بصفة عامة والمواد الملونة بصفة خاصة وكذلك إلى حدوث عمليات منع استعمال للعديد من المواد الملونة الاصطناعية التي كانت مسموحة ويبين الجدول التالي هذه المواد الملونة الاصطناعية التي منعت وسبب منعها.
سنتطرق معاً بشكل مختصر عن المواد الملونة الاصطناعية والمواد الطبيعية:

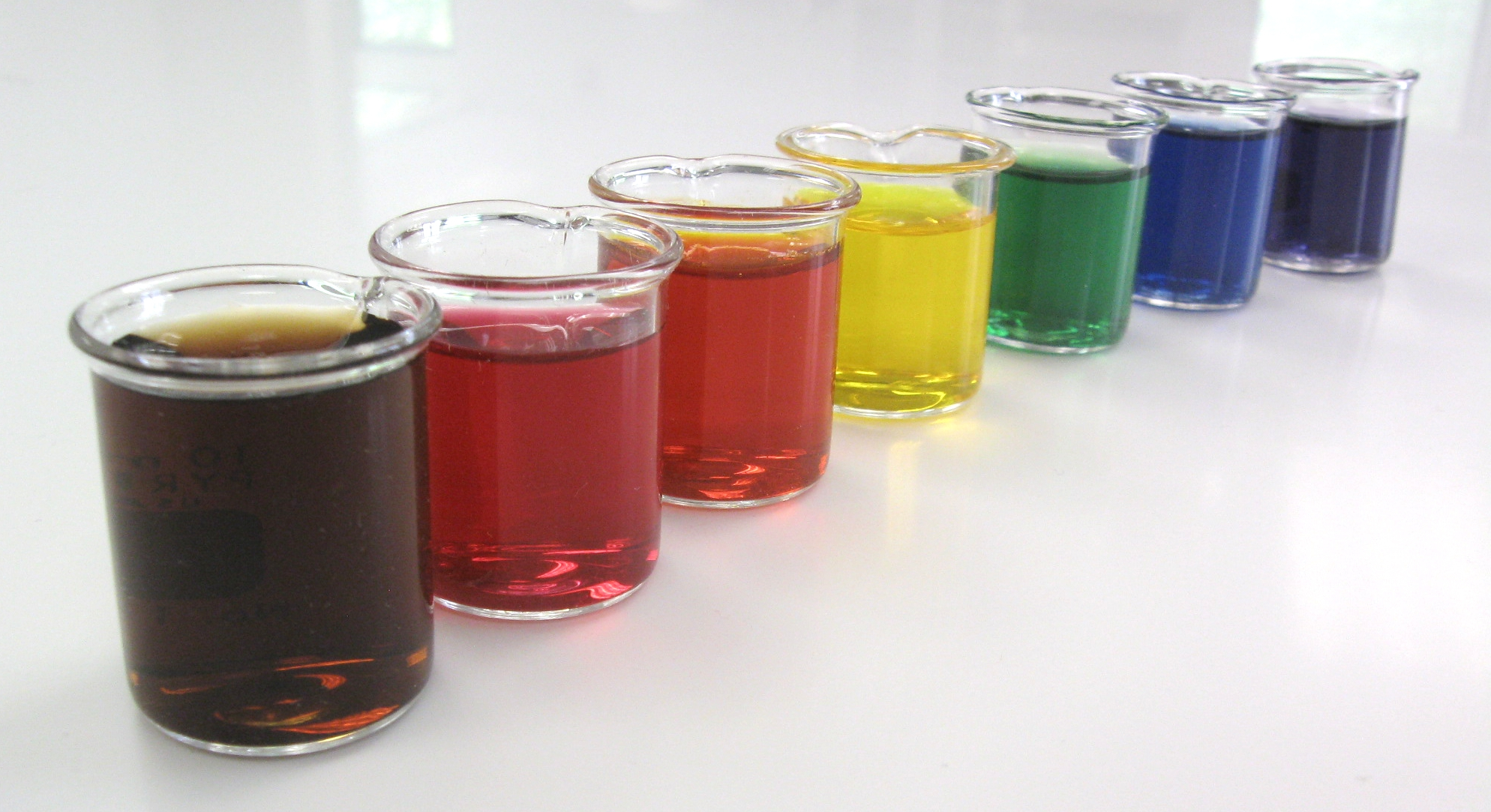
ملونات غذائية سائلة

## المواد الملونة الاصطناعية
تعرف بأنها مركبات كيميائية يتم تصنيعها بدرجة نقاوة عالية وهذه إحدى خصائص المواد الملونة الاصطناعية، كما أن لها قوة تلوين عالية وتوجد المواد الملونة الاصطناعية على عدة أشكال ويمكن تقسيمها إلى مجموعتين رئيسيتين، الأولى تسمى الأشكال القياسية وتضم كلاً من أشكال المساحيق والبودرة والحبيبات والسوائل أما المجموعة الثانية فتسمى الأشكال ذات الاستعمال الخاص وهذه تشمل أصباغ الطلاء والعجينة والمعلق. ومما يجدر ذكره أن التشريعات الخاصة بالمواد الملونة الاصطناعية تختلف من بلد إلى آخر فبينما تجد أن مادة ملونة اصناعية مسموحة في بلد ما قد تجد أنها ممنوعة في بلد آخر.

## المواد الملونة الطبيعية
1. المواد الملونة التي يتم الحصول عليها من مصادرها الطبيعية كالخضروات والفواكه والمعادن.
2. المواد الملونة الشبيهة بالطبيعية والتي تعتبر مرادفات اصطناعية للمواد الملونة الطبيعية.
3. الكراميل ولقد قل الطلب على المواد الملونة الطبيعية بعد اكتشاف المواد الاصطناعية حيث إن الألوان الطبيعية غالباً ما تكون ذات ثباتية قليلة للحرارة والضوء كما أنها لا تتوفر باستمرار إلا أنه نتيجة لنتائج البحوث في السنوات القليلة الماضية والتي أثبتت أن بعض المواد الملونة الاصطناعية ضارة بالصحة قد تمت العودة ثانية إلى المواد الملونة الطبيعية وتم تطوير التقنيات الخاصة بصلاحيتها. المواد الملونة الطبيعية توجد على نطاق تجاري وعلى هيئة مستخلصات طبيعية. لذا قد يختلف لونها بناء على مصدر الصبغة وطريقة الاستخلاص والتقنية وعمليات الخلط للحصول على الشكل المناسب لغرض الاستعمال، وتوجد المواد الملونة الطبيعية الرئيسية على هيئة سائل أو مسحوق أو معلق. كما أود التنويه للقارئ إلى أنه يوجد عدة جهات رقابية عالميا ومحليا تحرص على أن تكون جميع المواد المضافة للأغذية ذات أمن أو مصرح باستخدامها في الحدود الآمنة فمثلا )FDA( تخضع هذه المواد لإعادة نظر في صلاحيتها في حالة ظهور أية معلومات قد تسبب ضرراً على صحة الفرد.

يستلزم توفر شروط محددة في المادة الملونة للأغذية المراد استخدامها لكي يتم السماح والموافقة عليها من قبل(FDA) وهي:
1. تقديم معلومات تفيد أن الاستعمال المقترح للمادة المضافة يعتبر آمناً ولا تشكل أي خطورة على الصحة.
2. أن الاستعمال المقترح لا ينطوي على غش المستهلك والاحتيال عليه.
3. أن استعمال المادة المضافة سيعمل على تحقيق الهدف التكنولوجي المقصود.
4. أن استعمال المادة المضافة لا يؤدي إلى سرطانات في الحيوانات والإنسان.

وزيادة في الحرص تعطى حيوانات التجارب جرعات عالية من المواد المراد اختيارها لاستعمالها كمواد مضافة لمعرفة مدى سلامتها وفي حالة ثبوت عدم وجود آثار سلبية على صحة الإنسان فإنه يسمح بإضافتها للمواد الغذائية المصنعة بنسب أقل بكثير عن ما تم إعطاؤه لحيوانات التجارب وفي المملكة العربية السعودية يوجد عدة جهات رقابية«وزارة التجارة، الهيئة العربية السعودية للمواصفات والمقاييس» تعني هذه الجهات بالفحص والتأكد من أن المواد المضافة للأغذية من الأنواع المسموح بها عالمياً بالإضافة إلى ذلك وضع ضوابط خاصة تضع المادة المضافة في الحدود الآمنة، كذلك تزويد الجهات المعنية بالغذاء والتغذية بما يستجد من معلومات في هذا المجال.